# Liste der Monuments historiques in Ottange
Die Liste der Monuments historiques in Ottange führt die Monuments historiques in der französischen Gemeinde Ottange auf.

## Liste der Bauwerke
| Bezeichnung       | Beschreibung                                                                           | Standort                 | Kennzeichnung | Schutzstatus | Datum | Bild           |
| ----------------- | -------------------------------------------------------------------------------------- | ------------------------ | ------------- | ------------ | ----- | -------------- |
| Château d’Ottange | Ruine einen Schlosses aus dem 18. Jahrhundert, mit Teilen einer mittelalterlichen Burg | östlich des Ortes (Lage) | PA00106931    | Classé       | 1840  | weitere Bilder |

## Liste der Objekte
| Bezeichnung                | Beschreibung                                                               | Standort                           | Kennzeichnung | Schutzstatus | Datum | Bild |
| -------------------------- | -------------------------------------------------------------------------- | ---------------------------------- | ------------- | ------------ | ----- | ---- |
| Orgel                      | Haupteintrag für PM57000620                                                | in der Kirche St-Willibrord (Lage) | PM57000745    | Classé       | 1993  |      |
| Instrumentalteil der Orgel | 1869 von Dalstein-Hærpfer begonnen, nach Unterbrechung 1911 fertiggestellt | in der Kirche St-Willibrord (Lage) | PM57000620    | Classé       | 1993  |      |